# Sambuca di Sicilia passito
Il Sambuca di Sicilia passito è un vino a DOC che può essere prodotto nel comune di Sambuca di Sicilia in provincia di Agrigento.

## Vitigni con cui è consentito produrlo
- Ansonica (Inzolia o Insolia) minimo 50%
- Grillo e Sauvignon da soli o congiuntamente fino ad un massimo del 50%.

## Tecniche produttive
Il “Sambuca di Sicilia passito”si ottiene da uve sottoposte ad appassimento naturale dopo la raccolta.

## Caratteristiche organolettiche
- colore: dal dorato all'ambrato;
- profumo: caratteristico, gradevole, intenso;
- sapore: da asciutto a dolce, rotondo, armonico;

## Produzione
Provincia, stagione, volume in ettolitri